# Stožčasti polž
Rod stožčastih polžev (Conus) zajema več kot 600 trenutno živečih ter fosiliziranih vrst plenilskih morskih polžev iz družine Conidae. Večinoma prebivajo v tropskih vodah. Bolj ali manj so vsi strupeni. So mesojede živali, ki se prehranjujejo z ribami, morskimi črvi in mehkužci. Lupina polžev je oblikovana kot stožec, pri mnogih vrstah pa so na njej prisotni različni barvni vzorci.
Lovijo s pomočjo strgače, oblikovano kot harpuna, v kateri se nahaja tudi toksin. Polži lahko ugriznejo oz. vbodejo tudi človeka, če se jih slednji dotika ali jih prijema. Za človeka ugriz navadno ni nevaren, saj je podoben piku čebele, kljub temu pa so ugrizi nekaterih večjih in bolj strupenih vrst polžev lahko usodni. Toksini polžev, kolektivno znani pod imenom konotoksini, naj bi bili vir novih, medicinsko pomembnih snovi.

## Telesne značilnosti
Vsi polži imajo v osnovi hišico v obliki stožca, pri čemer zavoji okoli središčne osi na eni strani tvorijo vrh, nato pa proti drugemu koncu hiške teče po celotni dolžini ozka odprtina (apertura). Velikost hišic se med vrstami razlikuje; pri največjih vrstah merijo tudi do 23 cm v dolžino. Vrh je lahko skorajda sploščen ali pa visok in koničast, največkrat pa je oblikovan kot sončnik. Stranici hišice sta lahko rahlo zaobljeni ali ravni, odprtina pa je povečini ravna in ozka, lahko pa se zvončasto razširja proti koncu. Hišice so po vrhu prekrite s plastjo, imenovano periostrakum, ki je zgrajena iz konhiolina. Pri večini polžev je ta plast tanka in prozorna, pri drugih pa je debela in skorajda motna, poleg tega so hišice lahko preraščene z algami. To velja zlasti za tiste vrste, ki večino časa preživijo izpostavljene in vidne; povečini gre za polže, ki se prehranjujejo z morskimi črvi in so relativno nenevarni. Nevarnejše vrste imajo barvitejše hiške z zapletenimi vzorci, še posebej nevarni pa so tisti, ki imajo vzorce šotoru podobnih likov (C. geographus, C. textile, C. striatus in C. marmoreus). Barvni vzorci se med vrstami, pogosto pa tudi med pripadniki iste vrste, zelo razlikujejo, zaradi česar je prepoznava vrste otežena; navkljub temu se človeku nevarne vrste da prepoznati razmeroma lahko.
V aktivnem stanju se polž premika po tleh z nogo, ki se razteza po celotni dolžini hiške. Na odprtem koncu se nahajajo oči, sifon in rilec (proboscis), ki je v bistvu preoblikovana strgača (radula). V sifonu se nahaja osfradij, čutilni organ, s pomočjo katerega polži zaznavajo plen preko kemičnih dražljajev. Strupni aparat je visoko razvit in je sestavljen iz strupne žleze, cevastega izvodila ter radularne vreče. Strupnina nastaja v cevastem izvodilu, ki je na enem koncu povezano z mišično strukturo v obliki vrečke; slednja služi kot črpalka, ki potiska strupnino skozi izvodilo v aktivni radularni zob. V radularni vrečki se nahaja več kot 50 sulici podobnih zob, ki so zgrajeni iz zvitih plasti hitina, pri vsakem vbodu plena pa se načeloma porabi en zob. Aktivni zob se nahaja na vrhu rilca, podolgovati in valjasti strukturi, ki jo polži lahko izvihajo ali vpotegnejo. S pomočjo rilca polži vbodejo plen ter iztisnejo strupnino iz aktivnega zoba.

## Življenjski prostor in navade
Stožčasti polži naseljujejo vsa tropska in zmerno topla morja, predvsem v območju Indijskega oceana in Pacifika, od kamnitih grebenov do globine nekaj sto metrov. Bivajo tako na mehkih kot tudi trdih podlagah, povečini na ali blizu koralnih grebenov. Večina vrst je aktivnih ponoči, nekatere pa so tudi podnevi, poleg tega se večina polžev zakoplje v pesek ali skrije v špranje, ko ne lovijo.

### Prehranjevanje
Vsi polži iz tega rodu so mesojedi (karnivori). Prehranjujejo se bodisi z morskimi črvi, mehkužci ali manjšimi ribami. Ne glede na prehrano imajo v osnovi vsi isti strupni aparat in plenilsko vedenje. Lovijo tako, da se plazijo po tleh, sifon pa je iztegnjen, s pomočjo katerega zaznavajo plen. Kot je ta zaznan, polži počakajo, da plen pride blizu ali se jih celo dotakne, nato pa žrtev hitro zabodejo z rilcem in jo tako onesposobijo oz. ubijeoj. Polži plen nato celega pogoltnejo, podobno kakor kače.

## Razmnoževanje
Stožčasti polži imajo ločena spola, oploditev pa je notranja. Samica izleže od 80 do 1.000 majhnih jajčec v mošnji podobni kapsuli svetle barve. Iz teh se izležejo ličinke (larve), ki plavajo skupaj s planktonom od nekaj dni do meseca, nato pa se utrdijo na dnu, kjer se preobrazijo v mlade (juvenilne) osebke, ki so podobni odraslim polžem. Nekatere vrste preskočijo stadij ličinke.

## Strupenost
Zaradi lepih barvnih vzorcev so polži priljubljeni med zbiratelji, ki se v glavnem ne zavedajo nevarnosti. Do nezgode pride, ko radovedni posameznik prime hišico v roke ali pa jo vtakne v žep, misleč, da je hišica prazna. V resnici se polž v obrambi povleče globoko v hišico, nato pa vbode človeka z rilcem. Zmotno je tudi prepričanje, da je zadnji del, nasproti od oči in sifona, varen, saj je tudi ta predel v dosegu rilca. Najboljša preventiva, tako iz zdravstvenih kot tudi iz okoljevarstvenih razlogov, je zato ta, da se hišice pusti pri miru, kar velja še posebej za tiste vrste, ki imajo značilen vzorec šotoru podobnih likov. Človeku nevarnih je vsaj 18 vrst, vsaj štiri od teh pa so že povzročile smrt. Poleg naštetih štirih so vsaj enako nevarne vrste še C. omaria, C. magus, C. tulipa, C. tesselatus, C. eburneus, C. purpurascens, C. aulicus, C. ammiralis in C. gloriamaris (glej galerijo slik spodaj).

### Opis strupnine
Strupnina vsebuje večje število farmakološko aktivnih snovi, v nekaterih primerih več kot sto. Aktivne sestavine so majhni peptidi, sestavljeni iz 10 do 30 aminokislin. Sestava strupnine se zelo razlikuje med vrstami in celo med pripadniki iste vrste, vsaka strupnina pa je edinstveno razvita, da onesposobi določen plen. Toksini stožčastih polžev sodijo med najučinkovitejše znane toksine; strupnina polža C. purpurascens lahko tako popolnoma ohromi (paralizira) ribo v eni ali dveh sekundah.
Toksine polžev, imenovanih konotoksini, lahko razdelimo na tri skupine, in sicer na alfa- (α), mi- (μ) in omega- (ω) konotoksine. Vsi delujejo na živčni prenos, vendar na različne mehanizme. α-konotoksini delujejo na ligandno-odvisne nikotinske kanalčke, μ-konotoksini na napetostno-odvisne natrijeve kanalčke in ω-konotoksini na napetostno-odvisne kalcijeve kanalčke.
Natančnost in hitrost konotoksinov, ki delujejo na točno določeni receptor, je vzrok, da v zadnjih letih potekajo raziskave na področju konotoksinov, ki naj bi predstavljali novi vir medicinsko pomembnih snovi. Z izolacijo točno določene komponente v strupnini naj bi teoretično v človeškem telesu povzročili želeni učinek brez stranskih sopojavov, npr. blokado bolečinskih receptorjev (nocireceptorjev). Primer tega je zikonotid (Prialt®), neopioidni ne-NSAIDni analgetik, sintetični derivat ω-konotoksina iz strupnine polža C. magus, ki ima 1.000-krat močnejši protibolečinski učinek kot morfin; leta 2004 ga je za klinično uporabo v ZDA odobril Urad za prehrano in zdravila (FDA).

### Klinična slika in zdravljenje
Simptomi vboda se lahko pojavijo takoj ali pa šele po nekaj dnevih. Sprva se pojavi huda bolečina, podobna piku čebele ali ose, s to razliko, da vbodno mesto ni jasno vidno. Otopelost se kmalu zatem pojavi po celotnem udu, lahko tudi po celotnem telesu, zatem pa nastopi ohromelost mišic, pri čemer je najnevarnejša ohromelost dihalnih (respiratornih) mišic zaradi zadušitve. V hudih primeri se lahko pojavi nezavest v času ene ure, kmalu zatem pa nastopi smrt zaradi zadušitve. Drugi pogosti simptomi so še motnje koordinacije, oslabelost mišic, zamegljen vid in težave s požiranjem.
V primeru nezgode se mora ponesrečenca takoj povleči iz vode, ga pomiriti in poiskati zdravniško pomoč. Treba je nadzirati osnovne življenjske znake, še posebej dihanje in po potrebi dati dihanje usta na usta. V primeru nezavesti je treba ponesrečenca dati v bočni položaj, da se prepreči zadušitev.
Protistrup (antivenin) trenutno še ne obstaja, zato zdravljenje temelji na simptomih, in vključuje umetno predihovanje (ventilacijo) in preprečevanje morebitne alergijske reakcije. Tudi v primeru majhnega vbode je bolnika treba nadzorovati vsaj 24 ur.

## Galerija
Spodnja galerija slik prikazuje hišice nevarnejših vrst stožčastih polžev, omenjenih v članku:
- C. textile
- C. striatus
- C. marmoreus
- C. omaria
- C. magus
- C. tulipa
- C. tesselatus
- C. eburneus
- C. purpurascens
- C. aulicus
- C. ammiralis
- C. gloriamaris
- C. litteratus